# Bartsia
Bartsia (vidac; lat. Bartsia), monotipski rod hemiparazitnih trajnica iz poroodice Orobanchaceae smješten u tribus Rhinantheae.
Jedina vrsta je planinska bartsia, nazivana i ljubičasti vidac, planinski vidac, ili samo vidac. Izvorni areal ove vrste je Europa do SZ. Sibira, Grenland, pa do središnje i istočne Kanade.
Planinska bartsia dobila je ime po pruskom liječniku J. Bartschu. U njegovu čast ime joj je dao Linnaeus. 

## Visina
10–30 cm (4–12 inča). Stabljika je bez grana, tamnoljubičasta, dlakava.

## Cvijet
Vjenčić zigomorfan, 15-20 mm (0,6-0,8 in.) dug, tamnoljubičast (ponekad blijedožut), srastao, dvostruk, s dugom cijevi. Čaška 4-režnjevita. Prašnici 4. Ginecej srastao, jednostruk. Cvjetovi pojedinačni u pazušcima pricvjetnih listova koji se spuštaju. Njezina crvena pigmentacija odbija prekomjerno, štetno UV zračenje. Vrlo je teško pronaći bilo kakve nijanse zelene kod ove ljubičaste vrste, koja uspijeva na otvorenim, svijetlim mjestima.

## Lišće
Nasuprotno, bez peteljke. Lopatica jajoliko eliptična, sa zaobljenim zupcima (crenate), tamnozelena, gornji sužeći brakteji tamnoljubičasti, povremeno zeleni.

## Plod
Eliptičan, tamnosmeđ, 10 mm (0,4 in.), kapsula.

## Stanište
Vlažne livade na obroncima, obale potoka, močvare .

## Vrijeme cvatnje
Lipanj i srpanj.

## Sinonimi
- Alicosta alpina (L.) Dulac; Fl. Hautes-Pyr. 381 (1867)
- Bartsia alpina f. subimbricata Bolzon; Nuovo Giorn. Bot. Ital., n.s. 21: 198 (1914)
- Bartsia alpina var. jensenii Lange; Meddel. Grønland 3: 263 (1887)
- Bartsia alpina var. pallida Wormskjold ex Lange
- Bartsia carnea Griseb.; Spic. Fl. Rumel. 2: 12 (1844)
- Bartsia parviflora Charpent. ex Benth.; Prodr. [A. DC.] 10: 544 (1846)
- Bartsia parviflora E.Thomas; Cat. Pl. Suiss.: 6 (1837)
- Bartsia transsilvanica Gand.; Contrib. Fl. Terr. Slav. Merid. 1: 27 (1883)
- Bartsia urticoides Gand.; Contrib. Fl. Terr. Slav. Merid. 1: 27 (1883)
- Euphrasia alpina (L.) Bubani; Fl. Pyren. 1: 275 (1897)
- Rhinanthus alpinus (L.) Lam.; Fl. Fr. 2: 354 (1779)
- Staehelinia alpina (L.) Crantz; Stirp. Austr. ed. II. 294 (1769)